# Elecciones municipales de San José de 2006
Las elecciones municipales del cantón de San José, capital de Costa Rica, de 2006 se realizaron el 3 de diciembre de ese año. Dicho proceso fue la segunda ocasión en la historia moderna del país en que se realizaron comicios para la elección del alcalde capitalino. San José, además de capital del país, es el cantón más poblado. 
El alcalde incumbente Johnny Araya Monge del Partido Liberación Nacional optó por la reelección. Su principal rival fue el médico Arturo Robles Arias del Partido Acción Ciudadana, agrupación política que en el cantón había obtenido mayoría de votos por su papeleta presidencial en las recientes elecciones presidenciales realizadas en febrero de 2006, las cuales fueron muy polarizadas entre los candidatos del PLN y del PAC. Araya venció con 68% de los votos.
El PLN obtuvo también todos los síndicos que se disputaban de los distritos de San José y mayoría de concejales en los Concejos de Distritos, aun cuando el PAC obtuvo representación de concejales en todos los distritos.

## Candidatos
| Partido | Partido                             | Candidato a alcalde          | Profesión          |
| ------- | ----------------------------------- | ---------------------------- | ------------------ |
|         | Partido Liberación Nacional         | Johnny Araya Monge           | Ingeniero agrónomo |
|         | Partido Acción Ciudadana            | Joaquín Arturo Robles Arias  | Pediatra           |
|         | Alianza por San José                | Luis Marino Castillo López   | Abogado            |
|         | Movimiento Libertario               | Antonio Alexandre García     | Periodista         |
|         | Renovación Costarricense            | Ligia Paniagua Obando        | Docente            |
|         | Partido del Pueblo y para el Pueblo | José Francisco Herrera Umaña | Abogado            |
|         | Partido Integración Nacional        | Rafael Enrique Monestel      | Abogado            |